# Unabhängigkeitstag (Finnland)
Finnlands Unabhängigkeitstag (fin. itsenäisyyspäivä) ist der Nationalfeiertag Finnlands, der jedes Jahr am 6. Dezember begangen wird.
Der bürgerliche Senat unter Führung des Senatspräsidenten Pehr Evind Svinhufvud hatte am 4. Dezember 1917 die Unabhängigkeitserklärung beim Finnischen Parlament eingereicht, welches die Unabhängigkeit befürwortete. Svinhufvud erklärte daraufhin am 6. Dezember Finnland für unabhängig. Der Unabhängigkeitstag wird seit 1919 gefeiert und ist im Laufe der Zeit zu Finnlands Nationalfeiertag geworden.

## Proklamation der Unabhängigkeit
Finnland war von 1808 bis 1917 ein autonomes Großfürstentum und Teil des russischen Reiches. Die am 7. November gestartete Oktoberrevolution in Russland ermöglichte die Loslösung Finnlands von Russland. Der finnische Senatsführer Pehr Evind Svinhufvud verkündete am 6. Dezember Finnlands Unabhängigkeit. Die Unabhängigkeitserklärung war zuvor vom Parlament mit 100:88 Stimmen akzeptiert worden. Anders als dieses Abstimmungsergebnis verstehen lässt, stand das gesamte Parlament geschlossen hinter der Entscheidung, die Unabhängigkeit zu proklamieren. Die Sozialdemokraten waren lediglich mit der schnellen Verfahrensweise unzufrieden. Die neue sowjetrussische Regierung erkannte Finnlands Unabhängigkeit am 31. Dezember 1917 an. Diesem Beispiel folgte daraufhin auch ein Großteil der europäischen Länder. In Konsequenz auf die Erlangung der Unabhängigkeit kam es zur Verfassungskrise, die das Land in einen Bürgerkrieg stürzte, der vom 27. Januar bis zum 5. Mai 1918 anhielt. Die meisten demokratischen Staaten erkannten Finnlands Unabhängigkeit nach den ersten Reichstagswahlen 1919 an.

## Entwicklung des Unabhängigkeitstages
Der Unabhängigkeitstag wurde zum ersten Mal im Jahr 1919 begangen, nachdem der Staatsrat den Tag offiziell zum Feiertag ernannt hatte. Erst im Jahre 1929 wurde der Unabhängigkeitstag zu einem Staatsfeiertag, an dem die Arbeit per Gesetz niederzulegen ist und den Arbeitern Lohn gezahlt werden muss. In den Zwanzigern wurde der Unabhängigkeitstag stark von den Folgen des Bürgerkrieges überschattet und galt allgemein als ein bürgerlicher Feiertag, den das Proletariat eher scheute. Außerdem stand der Unabhängigkeitstag in den ersten Jahren der Republik im Schatten des 16. Mais, des Jahrestages der Siegesparade der bürgerlichen weißen Armee, die den Finnischen Bürgerkrieg für sich entschieden hatte. Durch die verbindenden Erfahrungen des Volkes im Zweiten Weltkrieg wurde der Tag zu einem Nationaltag aller Bevölkerungsschichten. Außerdem wurde der Tag zu einem Gedenktag an das Heldentum der Soldaten im Winterkrieg (1939–40) und Fortsetzungskrieg (1941–44).

## Traditionen

### Hissen der Flagge
Am Morgen des Unabhängigkeitstages wird die finnische Flagge feierlich auf dem Hügel Tähtitorninmäki in Helsinki gehisst, wo sich das Observatorium der Universität Helsinki befindet. In ganz Finnland ist der Unabhängigkeitstag ein offizieller Beflaggungstag. Sowohl an Schulen und öffentlichen Gebäuden als auch vor privaten Wohnhäusern wird geflaggt. Die Beflaggungszeit ist zwischen 8 und 20 Uhr.

### Gottesdienste und Besuche der Soldatenfriedhöfe
Im Dom von Helsinki und überall in den finnischen Kirchen werden am Vormittag Gottesdienste gefeiert. In Helsinki nimmt zum Beispiel auch der Präsident an einem Gottesdienst teil. Heutzutage werden die Gottesdienste des Unabhängigkeitstages ökumenisch gestaltet, so dass alle Christen den Gottesdienst besuchen können.
Nach den Gottesdiensten werden Kränze für Kriegsgefallene auf den Soldatenfriedhöfen niedergelegt. Auch Verwandte und Bekannte der Kriegsopfer bringen Kerzen oder Blumen zu den Gräbern.

### Kerzen
Am Unabhängigkeitstag werden am Fenster zwei blau-weiße Kerzen angezündet. Es gibt viele Theorien darüber, wie die Tradition ihren Anfang genommen hat. Als Finnland noch ein Teil des schwedischen Reiches war, wurden ähnliche Kerzen an königlichen Feiertagen angezündet oder wenn gekrönte Häupter in Finnland weilten. Als Finnland unter Russlands Herrschaft war, waren die Kerzen natürlich für die Zarenfamilie gedacht. In Zeiten der finnischen Jägerbewegung galten die Kerzen als Zeichen dafür, dass es im Haus einen sicheren Platz für die Soldaten gibt. Am Tag von Nationaldichter Johan Ludvig Runeberg, dem 5. Februar, wurden Ende des 19. Jahrhunderts die Kerzen gegen die Russifizierung Finnlands angezündet, weil Runeberg die Unabhängigkeit Finnlands unterstützte. Der schwedischsprachige Runeberg hatte die Verse geschrieben, die später Text der finnischen Nationalhymne wurden. Die heutige Tradition, zwischen 18 und 21 Uhr die Kerzen anzuzünden, begann in ihrer jetzigen Form erst 1927 auf Empfehlung eines ‚Vereins der Unabhängigkeit’ (finnisch Itsenäisyyden liitto), der bis in die 1940er bestand.

### Fackelzug
In vielen Universitätsstädten Finnlands wird am Unabhängigkeitstag ein Fackelzug organisiert. Sowohl die Studenten als auch das Personal der Universitäten dürfen daran teilnehmen. Normalerweise zieht der Zug durch das Zentrum der Stadt. Während des Fackelzuges besuchen die Teilnehmer einen Friedhof und legen Kränze nieder. Manchmal halten die Vertreter der Studentenvereine Reden, zum Beispiel über die Bedeutung der Unabhängigkeit für die Finnen. Während des Zuges wird die Nationalhymne Finnlands gesungen und die Chöre der Universitäten treten auf. In Helsinki fand ein solcher Fackelzug erstmals im Jahr 1951 statt aus Anlass des Todes von Staatsmann und Militär G. Mannerheim.

### Die Soldatenparade
Jedes Jahr am Unabhängigkeitstag findet zudem eine nationale Soldatenparade statt. Sie wird im jährlichen Wechsel in unterschiedlichen Städten durchgeführt. Im Jahr 2010 fand diese in Kuopio statt. Außerdem halten jedes Jahr auch einige andere Städte lokale Umzüge ab. Im Rahmen der offiziellen Parade werden Exemplare der Armeeausrüstung gezeigt und der Präsident der Republik Finnland verleiht bei dieser Gelegenheit Orden und spricht militärische Beförderungen aus.

## Der Empfang im Präsidentenpalast
Der Empfang zum Unabhängigkeitstag im Präsidentenpalast ist der Höhepunkt des Nationalfeiertages. Diese große Feier wird seit 1967 im Fernsehen übertragen. Im Jahr 2016 gab es etwa 2,7 Millionen Zuschauer. Damit war es die meistgesehene Fernsehsendung des Jahres.
Der erste Unabhängigkeitstagsempfang fand 1919 statt und war eine kleine Veranstaltung mit 150 Gästen. Noch bis Mitte der 1930er Jahre war eine solche Feier nicht etabliert, weshalb in manchen Jahren wegen anderer Ereignisse – wie zum Beispiel des 70. Geburtstags des damaligen Präsidenten Svinhuvud – gar nicht gefeiert wurde. Während der Kriegsjahre zwischen 1940 und 1945 fand ebenfalls kein Unabhängigkeitstagsempfang statt. Der nach dem Krieg amtierende Präsident Juho Paasikivi trug zur Wiederbelebung der Tradition bei und sie erhielt für das Volk eine neue Bedeutung.
Heutzutage werden rund 1800 Gäste eingeladen, darunter die Mitglieder des Staatsrats, die Mitglieder von Regierung und Parlaments, ausländische Diplomaten, die Bischöfe, die finnischen Abgeordneten des Europäischen Parlaments, die Kanzler und Direktoren der Universitäten, die Offiziere, die Landeshauptleute, die obersten Beamten der Rechtsprechung, und die ehemaligen Präsidenten, Ministerpräsidenten und Parlamentspräsidenten. Seit den letzten Jahrzehnten wird die Einladung auch an wichtige einflussreiche Personen des Wirtschaftslebens und der Kultur sowie an erfolgreiche Sportler und Künstler des Jahres geschickt. Weltbekannte Gäste waren in den vergangenen Jahren unter anderem der The-Rasmus-Sänger Lauri Ylönen und Rennfahrer Kimi Räikkönen. Von den 1990er Jahren bis 2006 standen außerhalb des Präsidentenpalastes sogenannte „Zaungäste“ als Protestierende.

## Stimmungen zum Unabhängigkeitstag
Am Anfang war das Feiern des Unabhängigkeitstages von Ernsthaftigkeit geprägt und staatlich gelenkt, und nach dem finnischen Bürgerkrieg war der Tag politisch rechts geprägt. Erst nach dem Winterkrieg waren die Finnen wieder geeint. Heutzutage legt die Mehrheit des Volkes Wert auf den Unabhängigkeitstag und feiert ihn zum Beispiel (am Vortag) in der Schule oder mit der Familie. In den Schulen wird gesungen, werden Kerzen entzündet (s. o.) und die Schüler der gymnasialen Oberstufe, die die Abschlussprüfungen im Herbst abgelegt haben, werden offiziell zu Abiturienten erklärt. Die Traditionen zu Hause schwanken von Familie zu Familie. Eine der bekanntesten, das Zusammengehörigkeitsgefühl stärkenden Traditionen ist das Schauen der TV-Übertragung vom Empfang im Präsidentenschloss. Im Fernsehen werden zahlreiche vaterländische Filme wie Kreuze in Karelien gezeigt.

## „Feier für Arme“
Der finnische Wohltäter Veikko Hursti (1924–2005) war der Ansicht, dass auch die gesellschaftlich Benachteiligten den Unabhängigkeitstag feiern sollten und organisierte daher jahrzehntelang die „Präsidentenschlossfeier für Arme“ auf dem Hakaniemi-Marktplatz in Helsinki. Den Besuchern wird ein warmes Mittagessen serviert und auf Anfrage bekamen sie auch Kleidungsstücke von privaten Altkleidersammlungen. Die gesamte Veranstaltung wird ehrenamtlich organisiert. Seit Hurstis Tod führt sein Sohn Heikki Hursti die humanitäre Tradition fort.